# Paul Hinkler
Paul Georg Otto Hinkler, född 25 juni 1892 i Berlin, död troligen 13 april 1945 i Nißmitz, var en tysk nazistisk politiker och Gruppenführer i SA. Han var Gauleiter i Gau Halle-Merseburg från 1926 till 1930.